# Craspedolepta sonchi
Craspedolepta sonchi är en insektsart som först beskrevs av W. Foerster 1848.  Craspedolepta sonchi ingår i släktet Craspedolepta och familjen rundbladloppor. Arten är reproducerande i Sverige. Inga underarter finns listade i Catalogue of Life.